# Крайднотен
Крайднотен (нід. вимова: [ˈkrœytnoːtə(n)] ( прослухати)) — це тверді кондитерські вироби, схожі на печиво, виготовлені зі спекулааса, розміром приблизно з монету та за формою нагадують булочки для гамбургерів. Їх традиційно асоціюють із Сінтерклаасом і, отже, зазвичай їдять у Бельгії та Нідерландах.

## Традиції

### Нідерланди
Коли діти приїжджають побачити приїзд в країну Сінтерклааса, за це вони, як правило, від одного з його помічників отримують жменю крайднотенів. Вдома, напередодні Сінтерклааса, розкидають крайднотени та інші цукерки. Діти вважають розвагою ходити і збирати цукерки, що впали. Раніше була звичка розкидати крайднотени на тротуар і в школах під час відвідин Сінтерклааса. У певний момент, можливо, через проблеми гігієни,  це стало рідше. У школі Піти, які відвідують, тепер, як правило, кладуть купу або маленьку сумку на парту учня або прямо в руку дитини. Хоча деякі припускають, що це розкидання має глибше значення, порівнянне з розкиданням рису на весіллі це, швидше за все, символ щедрості Сінтерклааса. Деякі школи та супермаркети організовують уроки «зроби сам». Дітям дають готове тісто, і їм доручається сформувати з нього крайднотени. 

### Бельгія
Довгий час фламандці не споживали крайднотени й не існує жодних відповідних традицій. Але приблизно наприкінці 2010-х років інтерес до них зріс. Замість крайднотенів, Піти кидають печиво у формі літери, яке має різні назви залежно від регіону, наприклад «karolientjes», «mokskes», «pieknieken» або «nicnaccjes».

## Варіації
У Нідерландах крайднотени є одними з найпопулярніших і впізнаваних солодощів періоду Сінтерклааса. Протягом XXI століття рецепт став предметом експериментів. Популярні магазини, які повністю присвячені продажу багатьох варіантів, які вироблялися протягом багатьох років, стали щорічним видовищем у багатьох містах. У звичайному продуктовому та кондитерському магазині також є вибір. Окрім звичайного варіанту, упаковки, які містять жувальні цукерки та цукерки крайднотени, можуть бути покриті шаром (білого/молочного/чистого/ трюфельного) шоколаду. Деякі великі роздрібні торговці, такі як Albert Heijn і Jamin, і виробники, такі як Van Delft, пропонують багато видів з іншими смаками. У 2021 році вони пропонували:
- Карамель (зазвичай з морською сіллю)
- Цукрова пудра (додатковий інгредієнт до інших варіантів)
- Кокос
- Іриска
- Тирамісу
- Крем брюле
- Шоколадна плитка
- Йогурт
- Голландські вафлі
- Томпус
- Мигдалеве печиво
- Спекулус (фламандський варіант спекулааса; не гострий, м’якша текстура))
- Лакриця
- Салміяк
- Кислі булочки (Фруктовий рол-ап, посипаний цукром)
- Імбир
- Кориця
- Фундук
- Фісташка
- Аніс
- Арахісове масло
- Мед
- Сир
- Жуйка
- Кола
- "Веселка/Єдиноріг" (з цукровим покриттям, головною привабливістю якого є барвистий вигляд єдинорога; продукт, призначений виключно для маленьких дітей)
- Алкоголь;
  - Лікер 43
  - Просекко
  - Лімончелло
  - Джин-тонік
- Фрукти;
  - Полуниця
  - Чорниця
  - Малина
  - Журавлина
  - Апельсин
  - Диня
  - Банан
  - Маракуя
  - Лимон
  - Лайм
- Кава;
  - Капучино
  - Ірландська кава
  - Макіато
- Торт/пиріг;
  - Чизкейк
  - Морквяний пиріг
  - Яблучний пиріг
  - Тервоний оксамит
  - Гарбузовий періг зі спеціями

## Галерея

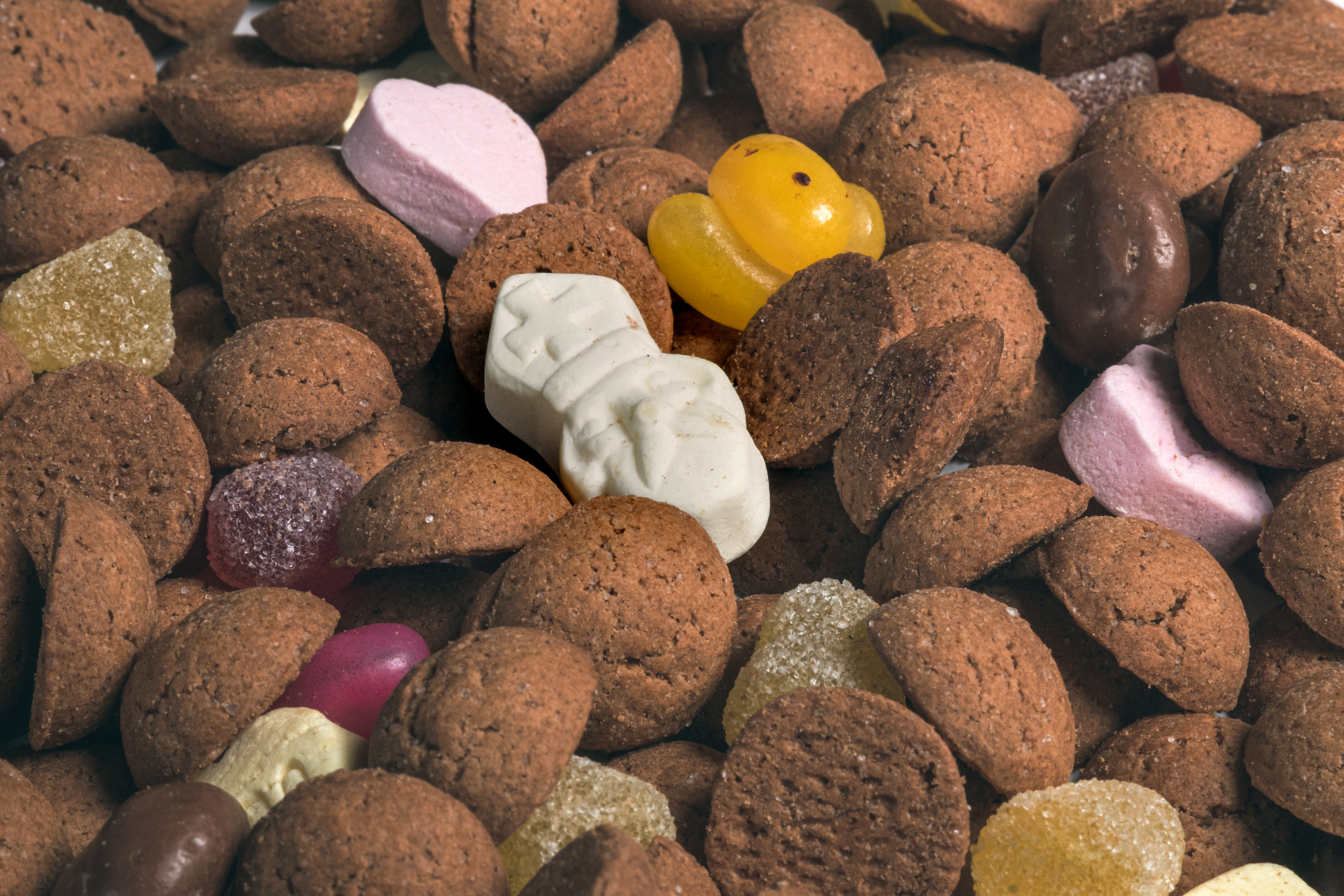
Крайднотен з цукерками, називається «строойгоед»
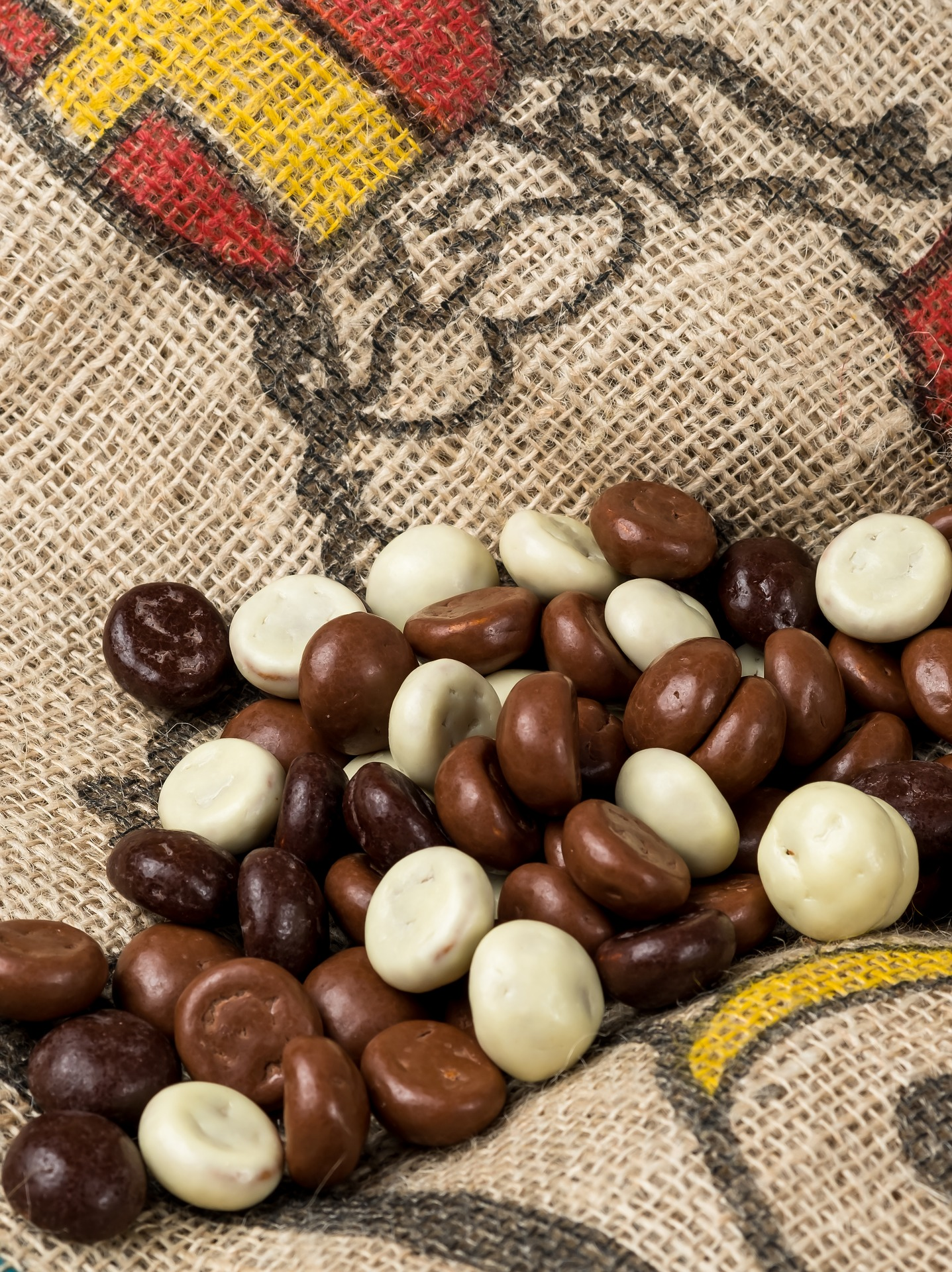
Крайднотен з прошарком шоколаду, називається "chocoladekruidnoten"

## Дрібниці
- Деколи виробники харчових продуктів, як-от Bolletje[15], або організації споживачів проводять конкурси або просять людей представити новий смак і проголосувати за нього.[16][17]
- Хоча відчутно різні; деякі жителі Нідерландів помилково називають крайднотени «попернот», і магазини також заносять їх до цієї категорії.[18][19][20]